# David Šain
David Šain, född den 8 februari 1988 i Osijek i Kroatien, är en kroatisk roddare.
Han tog OS-silver i scullerfyra i samband med de olympiska roddtävlingarna 2012 i London.